# Rocket 88
"Rocket 88" é uma canção no estilo rhythm and blues que foi gravada pela primeira vez em Memphis, Tennessee, em março de 1951. A gravação foi creditada a Jackie Brenston & His Delta Cats, que na verdade eram Ike Turner e os Kings of Rhythm. O single alcançou o primeiro lugar na Billboard R&B/Hip-Hop Songs.
Muitos escritores musicais reconhecem sua importância no desenvolvimento do rock and roll, com vários considerando-a como "o primeiro registro de rock and roll". Em 2017, o Mississippi Blues Trail dedicou seu 200º marco a "Rocket 88" como uma gravação influente. A canção foi introduzida no Blues Hall of Fame em 1991, no Grammy Hall of Fame in 1998, e no Rock and Roll Hall of Fame Singles em 2018.

## Composição e gravação
A versão original da música de blues de doze compassos foi creditada a Jackie Brenston e seus Delta Cats, que atingiram o número um no R&B charts. Brenston era saxofonista de Ike Turner e os Delta Cats eram na verdade a banda de apoio Kings of Rhythm de Turner, que ensaiou no Riverside Hotel em Clarksdale, no Mississippi. Brenston cantou o vocal principal e está listado como o compositor, embora Turner fosse o verdadeiro compositor da música. Raymond Hill tocou o sax tenor e Willie Sims foi o baterista.
A canção foi um hino de louvor às alegrias do Oldsmobile 88, um modelo de carro que tinha sido introduzido recentemente, e foi baseado na canção "Cadillac Boogie" de 1947 por Jimmy Liggins. Também foi precedido e influenciado pelo "Rocket 88 Boogie" Partes 1 e 2 de Pete Johnson, um tema instrumental, originalmente gravado para o selo Swing Time Records com sede em Los Angeles em 1949.
Baseado no modelo da música jump blues e swing combo, Turner tornou o estilo ainda mais cru, sobrepondo os vocais entusiastas de Brenston, seu próprio piano, e solos de saxofone tenor de 17 anos Raymond Hill. Willie Sims tocou bateria para a gravação. A canção também apresenta um dos primeiros exemplos de distorção, ou guitarra fuzz gravado, tocado pelo guitarrista da banda Willie Kizart.
| “ | "Rocket 88 era arrojado e sexy; pegou elementos do blues, martelou-os com ritmo e atitude e guitarra elétrica, e reimaginou a música negra em algo novo. Se o blues parecia dar voz à sabedoria antiga, esta nova música parecia cheia de noções juvenis. Se o blues era sobre espremer a alegria catártica dos maus momentos, esta nova música era sobre deixar rolar os bons tempos. Se o blues era sobre problemas terrenos, o rock que a equipe de Turner criou parecia gritar que o céu era agora o limite." | ” |

A lenda de como o som surgiu conta que o amplificador de guitarra de Kizart foi danificado na Highway 61 quando a banda estava dirigindo do Mississippi para Memphis, Tennessee. Foi feita uma tentativa de manter o cone no lugar, empalhando o amplificador com enchimento (folhas de jornais), que sem querer criou um som distorcido; Phillips gostou do som e o usou.
Phillips ofereceu esta reminiscência sobre o amplificador em uma entrevista à Rolling Stone: "o amplificador de graves caiu do carro e quando chegamos ao estúdio, o woofer tinha estourado; o cone tinha estourado. Então eu enfiei o jornal e alguns papéis de saco nele, e foi aí que conseguimos aquele som". Depois disso, Phillips não teve nenhuma reclamação sobre o efeito incomum que o "conserto" tinha criado. "Quanto mais pouco convencional soasse, mais interessado eu ficaria nele".
A canção foi gravada no estúdio Memphis do produtor Sam Phillips em março de 1951, e licenciada para lançamento pela Chess Records. O disco deveria ser creditado a Ike Turner e seus Kings of Rhythm com Jackie Brenston, mas Jackie Brenston & His Delta Cats foram impressos em seu lugar. Turner culpou Phillips por este erro, pois foi ele quem o licenciou para a Chess. Turner e a banda receberam apenas 20 dólares cada pelo disco, com exceção de Brenston que vendeu os direitos para Phillips por 910 dólares.